# Eoophyla reunionalis
Eoophyla reunionalis là một loài bướm đêm trong họ Crambidae.